# 1،4-بوتانديول
1،4-بوتانديول ، والمعروف بالعامية BD أو BDO ، هو كحول أولي، ومركب عضوي ، مع الصيغة (HOCH2CH2CH2CH2OH). وهو سائل لزج عديم اللون. ويعتبر واحد من أربعة ايزومرات مستقرة من بيوتانديول.

## التركيب الكيميائي
تستخدم المحفزات المحتوية على أكسيد التيلوريوم لأكسدة البيوتان:
CH3CH2CH2CH3 + O2 → HOCH2CH2CH2CH2OH
في تخليق صناعي آخر ، يتفاعل الأسيتيلين مع مكافئين من الفورمالديهايد ليشكل (1،4-بيوتينيديول).
تعطي هدرجة (1.4-بيوتينيديول) تعطي (1،4-بيوتانيديول). ويتم تصنيعه أيضًا على نطاق صناعي من أنهيدريد المالييك في عملية ديفي ، والذي يتم تحويله أولاً إلى إستر ميثيل ماليات ، ثم يتم هدرجته. الطرق الأخرى هي من بوتاديين ، أليل أسيتات وحمض السكسينيك.
بطريقة بيولوجية تم تسويق BD تجاريًا باستخدام كائن معدل وراثيًا. ولا زال الاصطناع الحيوي يتم عبر 4-هيدروكسي بوتيرات.

## الاستخدام الصناعي
يستخدم 1.4-بوتانديول صناعيًا كمذيب كما يستخدم في تصنيع بعض أنواع البلاستيك والألياف المرنة والبولي يوريثان.
في الكيمياء العضوية يتم استخدام 1.4-بيوتانيديول لتخليق غاما بيوتيرولاكتون (GBL). في حالة وجود حمض الفوسفوريك وارتفاع درجة الحرارة فإنه يجفف إلى المذيب المهم رباعي هيدرو الفوران. وعند حوالي 200 درجة مئوية في وجود محفزات الروثينيوم القابلة للذوبان ، يخضع الديول لنزع الهيدروجين لتكوين بيوتيرولاكتون.
وبحسب التقارير يُزعم أن الإنتاج العالمي من 1.4-بيوتانيديول يبلغ حوالي مليون طن متري سنويًا ويبلغ سعر السوق حوالي 2000 دولار أمريكي أي ما يقارب (1600 يورو) للطن في عام (2005)، أما في عام 2013م زُعم أن الإنتاج العالمي يبلغ مليارات الأرطال (بما يتوافق مع ما يقرب من مليون طن متري أيضاً).
يتم تجفيف نصفه تقريبًا إلى رباعي هيدرو الفوران لصنع ألياف مثل ألياف لدنة. أكبر منتج هو (باسف:BASF).

## استخدمه كعقار ترفيهي

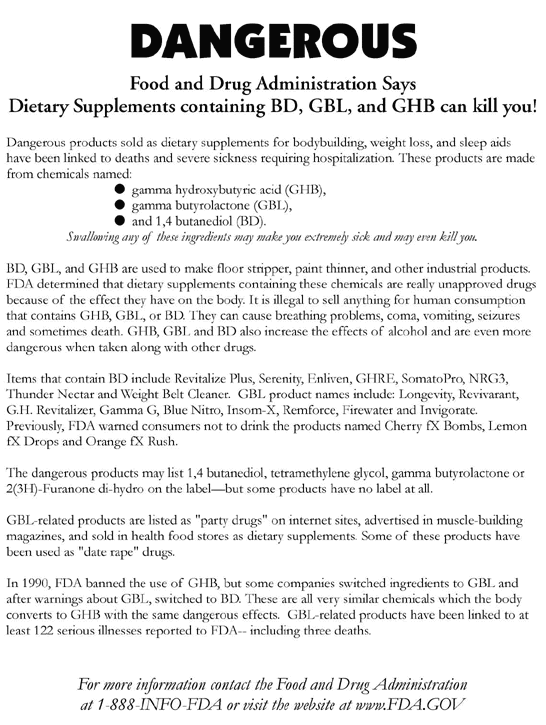
تحذير إدارة الغذاء والدواء من المنتجات التي تحتوي على GHB والأدوية الأولية ، مثل 1.4-بيوتانيديول.

حذرت إدارة الغذاء والدواء من المنتجات التي تحتوي على GHB والأدوية الأولية ، مثل 1.4-بيوتانيديول.
كما يستخدم 1.4-بوتانيديول أيضًا كعقار ترفيهي يعرفه بعض المستخدمين باسماء متعددة مثل:
- (واحد فاصلة أربعة:One Comma Four)
- (السائل الخيالي:Liquid Fantasy)
- (نحلة واحد أربعة)
- (B-D-O واحد أربعة:One Four B-D-O)

حيث أن له تأثيرات مشابهة لـ 4-هيدروكسي بوتيرات (GHB) ، وهو منتج استقلابي لـ1،4-بيوتانيديول.

## التأثيرات الدوائية
يتم تحويل 1.4-بوتانيديول إلى GHB بواسطة إنزيمات الكحول منزوعة الهيدروجين والألدهيد ديهيدروجين ، وقد تفسر المستويات المختلفة من هذه الإنزيمات إلى اختلاف الآثار الجانبية بين المستخدمين لهذا العقار. في حين أن الإدارة المشتركة للإيثانول وGHB تشكل بالفعل مخاطر جسيمة ، فإن الإدارة المشتركة للإيثانول مع 1.4-بيوتانيديول سوف تتفاعل بشكل كبير ولها العديد من المخاطر المحتملة الأخرى. وذلك لأن نفس الإنزيمات المسؤولة عن استقلاب الكحول تستقلب أيضًا 1.4-بيوتانيديول ، لذلك هناك فرصة قوية لتفاعل دوائي خطير. غالبًا ما يظهر مرضى غرفة الطوارئ الذين تناولوا جرعة زائدة من الإيثانول و 1،4-بوتانيديول أعراض تسمم الكحول في البداية وعندما يتم استقلاب الإيثانول ، يصبح 1.4-بوتانيديول قادرًا على التنافس بشكل أفضل على الإنزيم ويتبع ذلك فترة ثانية من التسمم حيث يتم تحويل 1.4-بيوتانديول إلى GHB.

المسار الأيضي لـ 1.4-بيوتانديول، غاما-بوتيرولاكتون وجاما هيدروكسي بيوتيريت.

## الديناميكا الدوائية
يبدو أن 1.4-بوتانديول له نوعان من الإجراءات الدوائية. وتعود التأثيرات النفسية الرئيسية لـ 1.4-بيوتانديول إلى أنه يتم استقلابه في جاما هيدروكسي بيوتيريت؛ ومع ذلك فهناك دراسة تشير إلى أن 1.4-بوتانديول قد يكون له تأثيرات دوائية محتملة شبيهة بالكحول من تلقاء نفسه.
وقد توصلت الدراسة إلى هذا الاستنتاج ظهر بناءً على النتيجة التي تفيد بأن تناول 1.4-بيوتانيديول مع الإيثانول يؤدي إلى تقوية بعض التأثيرات السلوكية للإيثانول. ومع ذلك ، قد يكون سبب تقوية تأثيرات الإيثانول ببساطة هو التنافس على الكحول منزوعة الهيدروجين والألدهيد ديهيدروجين مع 1.4-بيوتانيديول المشترك. وبالتالي تؤدي خطوات تحديد معدل الأيض المشترك إلى إبطاء عملية التمثيل الغذائي والتصفية لكلا المركبين بما في ذلك الأسيتالديهيد المستقلب السام المعروف بالإيثانال.
كما لم تجد دراسة أخرى أي تأثير لما بعد الحقن داخل البطيني في الجرذان من 1.4-بيوتانيديول. وهذا يتناقض مع فرضية أن 1.4-بيوتانيديول لها تأثيرات دوائية شبيهة بالكحول.
كذلك مثل جاما هيدروكسي بيوتيريت، فإن 1،4-بوتانديول يعتبر آمناً فقط إذا تمّ تناوله بكميات صغيرة.
وتشمل التأثيرات الجانبية في الجرعات العالية الغثيان والقيء والدوخة والتخدير والدوار وربما الموت إذا تم تناولها بكميات كبيرة.
في حال استخدم الدواء مع تناول الكحول فحينها تقل تأثيرات مزيل القلق وتزداد الآثار الجانبية.

## القوانين المتعلق باستخدام الدواء
في حين أن 1،4-بيوتانيديول غير مجدول حاليًا فيدراليًا في الولايات المتحدة ضمن التشريعات، فقد صنفت عدد من الولايات مادة 1.4-بيوتانديول على أنها مادة خاضعة للرقابة. حيث تتم مقاضاة الأفراد بتهمة تناول أو حيازة مادة 1.4-بيوتانديول بموجب قانون التناظرية الفيدرالي باعتباره مشابهًا إلى حد كبير لمادة GHB.
وقد قضت قضية فيدرالية في نيويورك في عام 2002 بأنه لا يمكن اعتبار 1.4-بيوتانديول نظيرًا لمادة GHB بموجب القانون الفيدرالي ، ولكن تم نقض هذا القرار لاحقًا من قبل الدائرة الثانية. ومع ذلك ، وجدت هيئة محلفين في محكمة المقاطعة الفيدرالية في شيكاغو أن 1.4-بيوتانديول لم يكن نظيرًا لمادة GHB بموجب القانون الفيدرالي ، وأيدت محكمة الاستئناف الدائرة السابعة هذا الحكم.
أما في المملكة المتحدة ، تم تحديد موعد في ديسمبر عام 2009 لدراسة استصدار قانون بخصوص مادة (1.4-بيوتانديول)  إلى جانب نظائر GHB، غاما-بوتيرولاكتون ومواد أخرى، كمواد خاضعة للرقابة من الفئة C.
وفي ألمانيا ، لا يُعتَبَر العقار غير قانوني بشكل صريح ولكن يمكن للقضاء التعامل معه على أنه غير قانوني إذا تم استخدامه كعقار.
وفي كندا يتم الحكم فيه باعتباره أحد نظائر المركبات الطليعية الجدول السادس.

## تلوث لعبة بنديز عام 2007
تم سحب لعبة تسمى (بنديز:Bindeez) («أكوا دوتس:Aqua Dots» في أمريكا الشمالية) من قبل الموزع في نوفمبر عام 2007 بسبب وجود 1.4-بيوتانديول. حيث تتكون اللعبة من حبات صغيرة تلتصق ببعضها البعض عن طريق رشها بالماء.
فقد تم اكتشاف 1.4-بوتانديول بواسطة استشراب غازي-مطياف كتلة (GC-MS). وكما يبدو أن المصنع المنتج كان يهدف إلى خفض التكاليف عن طريق استبدال (1.5-بينتانيديول:1،5-pentanediol) الأقل سمية بـ 1.4-بوتانديول. حيث أدرجت (تشيمنت الصينية:ChemNet China) سعر 1.4-بوتانديول بين حوالي (1350 - 2800) دولارًا أمريكيًا للطن المتري ، بينما يبلغ سعر 1.5-بنتانيديول حوالي 9700 دولارًا أمريكيًا للطن المتري.

## تسمم جامعة دارمشتات التقنية في عام 2021
في أغسطس عام 2021 ، أصيب العديد من الأشخاص بمرض شديد بعد تناول المشروبات في المبنى L2.01 في حرم (Lichtwiese) في جامعة دارمشتات التقنية في ألمانيا. فقد ظهرت أعراض حادة على سبعة أشخاص ، ونُقل اثنان إلى مستشفى في فرانكفورت ، وكان شخص يبلغ من العمر 30 عامًا في حالة حرجة لبعض الوقت. وبعد البحث والتأكد تم اكتشاف 1.4-بيوتانديول في عبوات الحليب وكذلك في فلاتر المياه، كما وجد المحققون في الموقع أيضًا بروموفينول وديسيكلوهيكسيلامين.

### روابط خارجية
- بطاقة السلامة الكيميائية العالمية 1104
- تقرير التقييم الأولي لمجموعة بيانات معلومات الكشف الخاص ب1,4-Butanediol من منظمة التعاون الاقتصادي والتنمية
- Record in the Household Products Database of NLM